# Rechtes Alxa-Banner
| Mongolische Bezeichnung            | Mongolische Bezeichnung |
| ---------------------------------- | ----------------------- |
| Mongolische Schrift:               | ᠠᠯᠠᠱᠠ ᠪᠠᠷᠠᠭᠤᠨ ᠬᠤᠰᠢᠭᠤ    |
| Transliteration:                   | Alaša baraɣun qosiγu    |
| Offizielle Transkription der VRCh: | Alxa barûn hôxû         |
| Kyrillische Schrift:               | Aлшaa бaруун хошуу      |
| ISO-Transliteration:               | Alšaa baruun xošuu      |
| Transkription:                     | Alschaa baruun choschuu |
| Chinesische Bezeichnung            |                         |
| Vereinfacht:                       | 阿拉善右旗              |
| Pinyin:                            | Ālāshàn Yòu Qí          |

Das Rechte Alxa-Banner ist ein Banner des Alxa-Bundes im äußersten Westen des Autonomen Gebiets Innere Mongolei der Volksrepublik China. Es hat eine Fläche von 72.556 km² und zählte 2021 rund 25.000 Einwohner, vor allem Mongolen, Han-Chinesen, Hui-Chinesen und Tibeter, wovon 15.000 bzw. 60 % in der Bannerhauptstadt Badain Jaran lebten.

## Geschichte
Zu Beginn des 17. Jahrhunderts gab es unter den damals rund 40.000 Westmongolen vier große Stämme: Khoshuud, Torguten, Dürbeten und Chorosen. Die Mitglieder des Rechten Alxa-Banners gehören zum Stamm der Khoshuud, der ursprünglich in der Gegend des heutigen Öskemen in Kasachstan Weidewirtschaft betrieb. Im Jahr 1637 führte Töröbaikhu, auch bekannt als Gushri Khan, den Großteil des Stammes von Öskemen nach Qinghai. Mitte des 17. Jahrhunderts hatten sich die Khoshuud immer weiter ausgebreitet; Enkel von Gushri Khan herrschten in Qinghai, Tibet und in dem Gebiet westlich des Helan-Gebirges, das auf Mongolisch Alxa Ula (᠎‍‌᠍᠎‍‌᠍ᠠᠯᠠᠱᠠ᠎‍‌᠍᠎‍‌᠍ᠠᠭᠤᠯᠠ) heißt und die Grenze zwischen dem Gebiet des heutigen Alxa-Bundes und der Provinz Ningxia bildet.
1640 wurde im Westen das Dsungarische Khanat gegründet, das die Oberhoheit über alle Stämme beanspruchte. Daraufhin begab sich Töröbaikhus Enkel Khogholai, der im Gebiet westlich des Helan-Gebirges herrschte, 1677 nach Peking, um sich und seine Leute unter den Schutz der mandschurischen Qing-Dynastie zu stellen. Kaiser Aisin Gioro Xuanye nahm die Unterwerfung an und verlieh Khogholai den erblichen Titel eines Doroi Beile, also eines Prinzen 3. Grades.
Nachdem Aisin Gioro Xuanye 1696 die Dsungaren besiegt hatte, führte er im folgenden Jahr  in den mongolischen Gebieten des Reichs das Bannersystem ein. Khogholai wurde zum Jasak, also Bannerführer ernannt, der Kaiser überreichte ihm das entsprechende Dienstsiegel. Der Name der neuen Verwaltungseinheit lautete „Banner der Khoshuud von Alxa“ (阿拉善和硕特旗), als Bannerhauptstadt wurde Dingyuanying (定远营, „Kaserne zur Stabilisierung der fernen Gebiete“) festgelegt, das heutige Bayan Hot.
Das Banner war damals nicht einem Bund zugeordnet, sondern unterstand direkt dem Kolonialamt (理藩院) in Peking, nach der Gründung der  Republik China am 1. Januar 1912 der Kommission für mongolische und tibetische Angelegenheiten des Zentralen Exekutiv-Yuans (中央行政院蒙藏委员会). Am 23. September 1949 wurde das Banner von der Kuomintang-Herrschaft befreit und die Volksregierung des Banners der Khoshuud von Alxa (阿拉善和硕特旗人民政府), kurz „Khoshuud-Banner“ (和硕特旗) aufgestellt, die der Provinz Ningxia unterstand. Im April 1954 wurde das Banner in „Autonomes Gebiet der Mongolen der Provinz Ningxia“ (宁夏省蒙古自治区) umbenannt. Im September 1954 kam das Gebiet zu Gansu und hieß nun „Autonomer Bezirk der Mongolen der Provinz Gansu“ (甘肃省蒙古自治州). 1955 wurde der Bezirk in „Autonomer Bezirk Bayan Hot der Mongolen“ (巴彦浩特蒙族自治州) umbenannt.

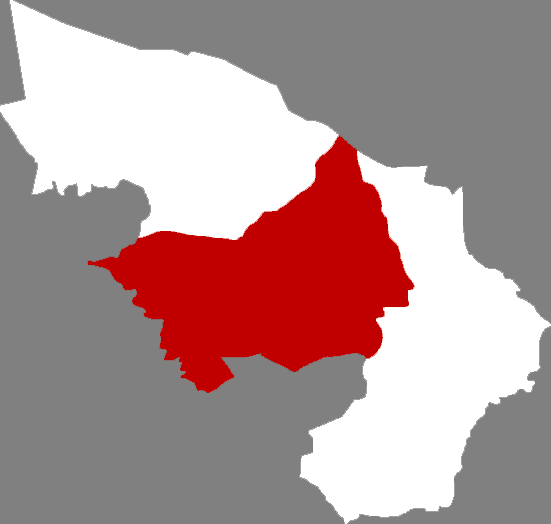
Lage des Rechten Alxa-Banners im Alxa-Bund

Am 3. April 1956 beschloss der Staatsrat der Volksrepublik China, aus dem Ejin-Banner, dem Alxa-Banner und dem Kreis Dengkou mit Wirkung vom 1. Juni 1956 den Bund Bayan Nur zu bilden, der aus Gansu herausgelöst und der Inneren Mongolei zugeordnet wurde.
Im August 1960 gründete die Kommunistische Partei Chinas eine Arbeitsgruppe Westgebiete des Alxa-Banners, der die Planung für die Aufstellung des Rechten Alxa-Banners übertragen wurde. Am 22. April 1961 beschloss der Staatsrat schließlich, das Alxa-Banner aufzulösen und in das Linke Alxa-Banner (die Osthälfte des alten Banners) und das Rechte Alxa-Banner (die Westhälfte) aufzuteilen. Am 25. Mai 1961 wurde der Beschluss umgesetzt und das Rechte Alxa-Banner gegründet. Der Verwaltungssitz befand sich in Höhdabs (᠎‍‌᠍᠎‍‌᠍ᠬᠥᠬᠡ᠎‍‌᠍᠎‍‌᠍ᠳᠠᠪᠤᠰᠤ, „Blaues Salz“), einer Saline im Süden des Bannergebiets (die heutige Großgemeinde Yabrai).
Im September 1965 wurde der Sitz der Bannerregierung nach Ehen Huddugh (᠎‍‌᠍᠎‍‌᠍ᠡᠬᠢᠨ᠎‍‌᠍᠎‍‌᠍ᠬᠤᠳᠳᠤᠭ, „Erster Brunnen“) verlegt. Im Juli 1969 wurde das Rechte Alxa-Banner aus dem Bund Bayan Nur herausgelöst und dem damaligen Gebiet Wuwei (武威地区) in Gansu unterstellt. Im Juli 1979 kam das Banner jedoch wieder zu Bayan Nur zurück. Am 1. Mai 1980 wurde schließlich aus dem Ejin-Banner, dem Linken Alxa-Banner und dem Rechten Alxa-Banner der Bund Alxa gebildet.
Am 24. Mai 2011 wurde die Bannerhauptstadt Ehen Huddugh mit Genehmigung der Regierung des Autonomen Gebiets Innere Mongolei nach der Badain-Jaran-Wüste in „Großgemeinde Badain Jaran“ umbenannt.

## Administrative Gliederung

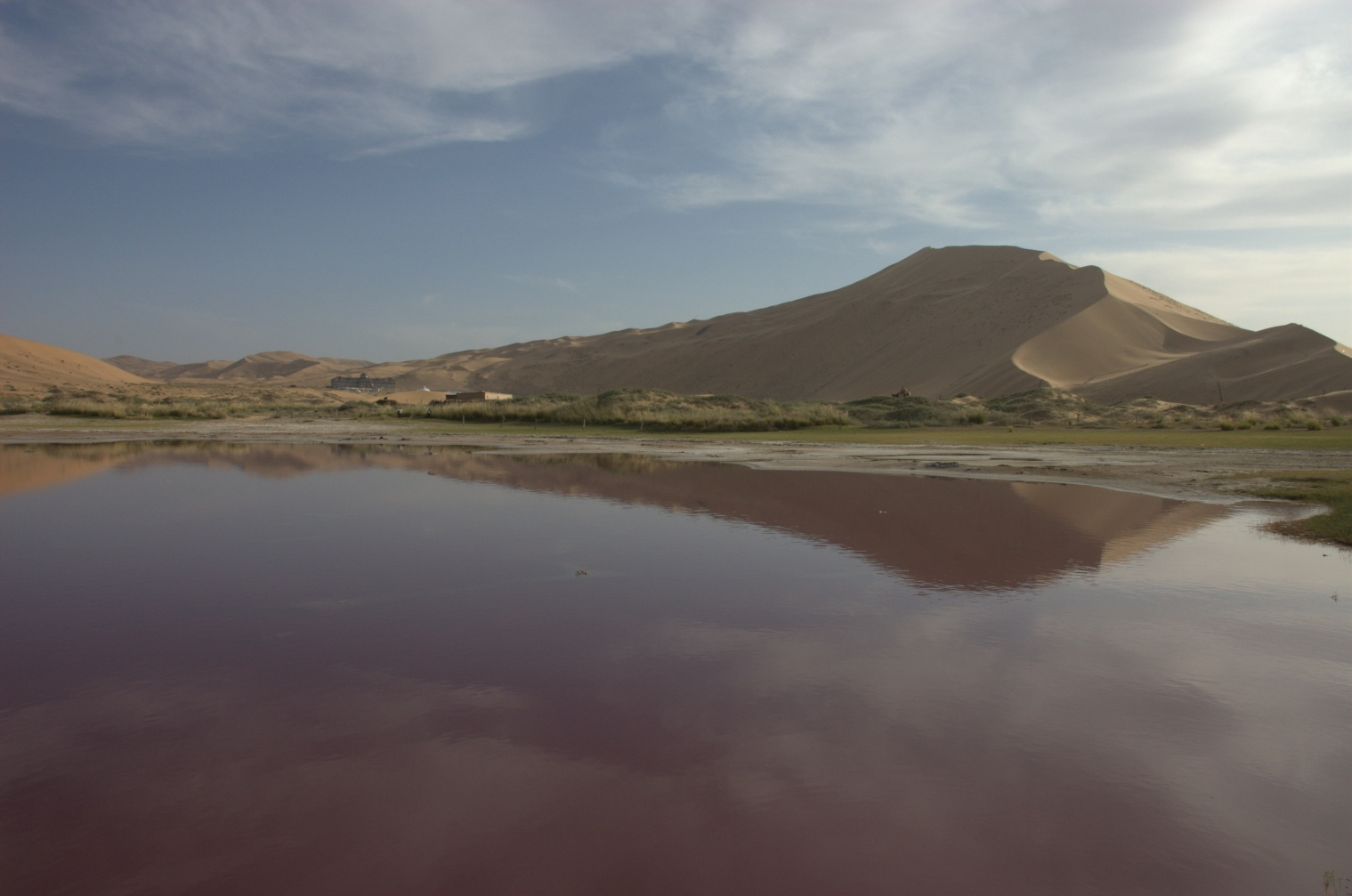
Oase in der Badain-Jaran-Wüste

Das Rechte Alxa-Banner setzt sich auf Gemeindeebene aus drei Großgemeinden und vier Sum zusammen. Diese sind:
- Großgemeinde Altan Obo (阿拉腾敖包镇 ᠠᠯᠲᠠᠨᠣ᠋ᠪᠣᠭ᠎ᠠᠪᠠᠯᠭᠠᠰᠤ)
- Großgemeinde Badain Jaran (巴丹吉林镇 ᠪᠠᠳᠠᠢ ᠶᠢᠨᠵᠢᠷᠠᠨᠪᠠᠯᠭᠠᠰᠤ), Sitz der Bannerregierung
- Großgemeinde Yabrai (雅布赖镇 ᠶᠠᠪᠠᠷᠠᠢ

ᠪᠠᠯᠭᠠᠰᠤ)
- Sum Altan Chog (阿拉腾朝格苏木 ᠠᠯᠲᠠᠨᠴᠣᠭ

ᠰᠤᠮᠤ)
- Sum Bayan Gol (巴音高勒苏木 ᠪᠠᠶᠠᠨᠭᠣᠣᠯᠰᠤᠮᠤ)
- Sum Mandul (曼德拉苏木 ᠮᠠᠨᠳᠤᠯ

ᠰᠤᠮᠤ)
- Sum Tangsu Bulag (塔木素布拉格苏木 ᠲᠠᠩᠰᠤᠭᠪᠤᠯᠠᠭᠰᠤᠮᠤ)[11]

## Verkehrsanbindung

### Straße
Die Bannerhauptstadt Badain Jaran ist über die Staatsstraße S317 in Richtung Südwesten mit der durch Gansu verlaufenden Autobahn Lianyungang–Khorgas verbunden, die von der chinesischen Ostküste nach Kasachstan führt. In Richtung Nordosten verbindet die S317 Badain Jaran mit der Großgemeinde Yabrai, dem Sum Mandul, der Großgemeinde Altan Obo und schließlich dem Sum Bayan Nuruun im Linken Alxa-Banner. Etwa 15 km westlich der Großgemeinde Badain Jaran zweigt von der S317 die Staatsstraße S316 ab, die durch die Badain-Jaran-Wüste zum Luftwaffenstützpunkt Dingxin in Gansu führt.

### Flughafen
Etwa 10 km westlich der Bannerhauptstadt befindet sich der Flughafen Badain Jaran des Rechten Alxa-Banners (阿拉善右旗巴丹吉林机场 bzw. Alxa Right Banner Badanjilin Airport, IATA-Flughafencode RHT). Baubeginn für diesen von der staatlichen Inner Mongolia Civil Aviation Airport Group (内蒙古民航机场集团公司) betriebenen Regionalflughafen war im August 2012, am 17. Dezember 2013 wurde er offiziell in Betrieb genommen. Er besitzt eine 2,4 km lange und 30 m breite Start- und Landebahn und wird Stand 2021 von der in Xi’an beheimateten Joy Air mit 60-sitzigen  Propellerflugzeugen vom Typ Xi’an MA60 von Bayan Hot aus angeflogen, der Hauptstadt des Alxa-Bundes. Im Jahr 2020 wurden dort 11.402 Passagiere abgefertigt.
Am 16. Juli 2021 landete auf dem Flughafen ein kurz vorher auf dem 250 km nordwestlich gelegenen Kosmodrom Jiuquan gestartetes Demonstrationsmodell eines wiederverwendbaren Suborbitalgleiters, der später als Komponente des Wiederverwendbaren Raumtransportsystems der Chinesischen Akademie für Trägerraketentechnologie verwendet werden soll.